# Club Atletico Faenza 2006-2007
Ecco la formazione cestistica del Club Atletico Faenza che ha affrontato il campionato di Serie A1 femminile FIP 2006-2007.
Rinnovato lo sponsor Germano Zama, famoso produttore faentino di abbigliamenti.
| 4  | Serbia (bandiera)   | Marija Erić              | Play        |  |
| 5  | Italia (bandiera)   | Maria Chiara Franchini   | Guardia     |  |
| 6  | Italia (bandiera)   | Chiara Pastore           | Play        |  |
| 7  | Italia (bandiera)   | Emanuela Ramon           | Ala Grande  |  |
| 8  | Italia (bandiera)   | Simona Ballardini        | Ala Piccola |  |
| 9  | Italia (bandiera)   | Giulia Casadio           | Guardia     |  |
| 10 | Slovenia (bandiera) | Daliborka Jokić          | Ala Grande  |  |
| 12 | Brasile (bandiera)  | Thais                    | Guardia     |  |
| 13 | Italia (bandiera)   | Lisa Lolli Ceroni        | Guardia     |  |
| 14 | Brasile (bandiera)  | Graziane de Jesus Coelho | Centro      |  |
| 15 | Italia-USA          | Marte Alexander          | Centro      |  |
| 16 | Italia (bandiera)   | Alice Chiarini           | Ala Piccola |  |
| 17 | Italia (bandiera)   | Francesca Bassi          | Guardia     |  |
| 18 | Italia (bandiera)   | Sara Bosi                | Guardia     |  |
| 19 | Italia (bandiera)   | Giulia Cani              | Guardia     |  |

- Paolo Rossi Allenatore